# Максимовка (Сахновщинский район)
Максимовка (укр. Максимівка) — село,
Дар-Надеждинский сельский совет,
Сахновщинский район,
Харьковская область.
Код КОАТУУ — 6324882005. Население по переписи 2001 года составляет 252 (122/130 м/ж) человека.

## Географическое положение
Село Максимовка находится на безымянной пересыхающей речушке, которая через 1 км впадает в реку Богатая (правый приток),
ниже по течению примыкает к селу Новобогдановка.

## История
- 1920 — дата основания.

## Экономика
- Молочно-товарная и свинотоварная фермы.

## Объекты социальной сферы
- Школа I ступени.

## Достопримечательности
- Братская могила советских воинов. Похоронено 131 воин.